# Kärtsy Hatakka
Kärtsy Hatakka, vl. jménem Kari Arvo Ilari Hatakka (* 17. prosince 1967, Helsinky, Finsko) je zpěvák, basista a klávesista finské hudební kapely Waltari, kterou spoluzakládal v roce 1986.